# Franklin Park (Florida)
Franklin Park és una concentració de població designada pel cens dels Estats Units a l'estat de Florida. Segons el cens del 2000 tenia 943 habitants.

## Demografia
Segons el cens del 2000, Franklin Park tenia 943 habitants, 308 habitatges, i 218 famílies. La densitat de població era de 5.201,3 habitants/km².
Dels 308 habitatges en un 44,8% hi vivien nens de menys de 18 anys, en un 18,8% hi vivien parelles casades, en un 41,9% dones solteres, i en un 28,9% no eren unitats familiars. En el 20,1% dels habitatges hi vivien persones soles el 4,9% de les quals corresponia a persones de 65 anys o més que vivien soles. El nombre mitjà de persones vivint en cada habitatge era de 3,06 i el nombre mitjà de persones que vivien en cada família era de 3,51.
Per edats la població es repartia de la següent manera: un 42,6% tenia menys de 18 anys, un 10,2% entre 18 i 24, un 29,6% entre 25 i 44, un 13,3% de 45 a 60 i un 4,3% 65 anys o més.
L'edat mediana era de 24 anys. Per cada 100 dones de 18 o més anys hi havia 76,2 homes.
La renda mediana per habitatge era de 23.311 $ i la renda mediana per família de 23.007 $. Els homes tenien una renda mediana de 17.679 $ mentre que les dones 16.641 $. La renda per capita de la població era de 6.583 $. Entorn del 35,4% de les famílies i el 38,2% de la població estaven per davall del llindar de pobresa.

## Poblacions més properes
El següent diagrama mostra les poblacions més properes.